# Anton Mattle
Anton Mattle (ur. 10 marca 1963 w Zams) – austriacki polityk, od 2022 roku premier kraju związkowego Tyrolu. Jest przewodniczącym Tyrolskiej Partii Ludowej, będącej częścią Austriackiej Partii Ludowej. W latach 1992–2021 był burmistrzem Galtür.

## Życiorys
Urodził się jako drugie z czwórki dzieci. Wychowywał się na farmie swoich rodziców. Uczęszczał do szkoły podstawowej w Galtür i gimnazjum w Kappl, a także do szkoły rolniczej w Imst. W 1982 roku zdał egzamin zawodowy na elektryka. W 1989 roku uzyskał tytuł magistra w dziedzinie techniki radiowo-telewizyjnej.
W 1991 roku założył własną firmę Elektro Mattle. Pracował także w tyrolskiej branży turystycznej. W 2005 roku został dyrektorem zarządzającym Alpinarium Galtür Documentation GmbH. W 2007 roku przejął rodzinną farmę. W 2008 roku został członkiem rady nadzorczej illwerke vkw AG. W 2014 roku mianowano go dyrektorem zarządzającym Paznaun Power Plant GmbH. W maju 2022 roku został członkiem rady nadzorczej Habitat Tirol Holding GmbH. Od lipca do grudnia 2022 roku był przewodniczącym rady nadzorczej TIWAG-Tiroler Wasserkraft AG. W kwietniu 2023 roku został wiceprezesem fundacji TYROLEAN FESTIVAL ERL.

### Działalność polityczna
W 1986 roku został wybrany radnym, a następnie wiceburmistrzem Galtür. Stanowisko to piastował do 1992 roku, kiedy to wybrano go na burmistrza tej gminy. W lutym 1993 roku dołączył do Tyrolskiej Partii Ludowej (niem. Tiroler Volkspartei) będącej częścią Austriackiej Partii Ludowej, w której to został rzecznikiem ds. energii, bezpieczeństwa i wolontariatu.
W kwietniu 2003 roku został przewodniczącym swojej partii w Landeck, a także członkiem komitetu wykonawczego w kraju tyrolskim. W październiku tego roku został wybrany posłem do parlamentu kraju związkowego Tyrolu. W 2013 roku został wiceprzewodniczącym parlamentu kraju związkowego, a także przewodniczącym Komisji ds. Gospodarki, Turystyki i Technologii w tymże gremium.
11 maja 2021 roku został członkiem rządu kraju tyrolskiego zastępując Patrizię Zoller-Frischauf na funkcji ministra ekonomii, złożył jednocześnie rezygnacje z funkcji burmistrza. Od czerwca 2022 roku pełnił obowiązki przewodniczącego Tyrolskiej Partii Ludowej po przejściu na emeryturę dotychczasowego przewodniczącego – Günthera Plattera. W lipcu tego samego roku wybrano go przewodniczącym partii.
25 października wybrano go premierem kraju związkowego Tyrolu. W styczniu 2023 roku został członkiem Europejskiego Komitetu Regionów, w którym dołączył do frakcji Europejskiej Partii Ludowej. Zasiadł także w Komisji Polityki Spójności Terytorialnej i Budżetu UE (COTER) oraz Komisji Obywatelstwa, Sprawowania Rządów, Spraw Instytucjonalnych i Zewnętrznych (CIVEX).

## Życie prywatne
Zamieszkał w Galtür. Jest żonaty z Danielą, para wychowuje troje dzieci.